# Сигурносна копија
У информационим технологијама, сигурносна копија, често позната и као бекап (oд енгл. backup), представља копију података, која укључује копирање података оригиналног извора у случају да се оригинални извор података оштети или изгуби. Подаци могу бити датотеке и/или програми.

## Чување сигурносне копије
Сигурносна копија се може чувати на магнетним тракама, тврдим, компакт и DVD дисковима, као и на другим медијима за складиштење. Податке сигурносних копија треба чувати на неколико места ради веће сигурности, а такође је могуће податке чувати и на удаљеном интернет серверу.

## Сигурносна копија система
Врло често се прибегава прављењу сигурносних копија комплетног система, заједно са свим подацима. Овај метод израде сигурносне копије најчешће се користи за серверске системе, где је неопходно осигурати врло брзо враћање целог система у радно стање. Врло често се ради о RAID-у, односно коришћењу два (или више) тврда диска на такав начин да обоје садрже идентичне податке.
Ово је прилично сигуран начин заштите од физичког оштећења тврдог диска, али представља потенцијалну опасност ако се у неким случајевима напишу подаци који узрокују системску грешку, јер се у том случају исти оштећени подаци записују на све дискове.